# SV Rugenbergen
Der SV Rugenbergen ist ein Sportverein aus der schleswig-holsteinischen Gemeinde Bönningstedt.

## Geschichte
Der Verein wurde im Jahr 1925 gegründet, als sich die Fußballabteilung des Spiel- und Turnvereins "Up ewig ungedeelt" Rugenbergen selbständig machte. Der Verein gehört dem Hamburger Fußball-Verband an und spielt seit 2007 in der Oberliga Hamburg. Der Verein bedient außer Fußball auch die Sparten Badminton, Basketball, Turnen, Karate, Leichtathletik, Tanzen und Tischtennis den allgemeinen Gesundheitssport, besonders herauszustellen ist die Sparte Rhönrad. Der Verein gewann am 28. Dezember 2010 den mit 5000 Euro dotierten Uwe-Seeler-Förderpreis.